# Новоцимлянское сельское поселение
Новоцимлянское сельское поселение — муниципальное образование в Цимлянском районе Ростовской области.
Административный центр поселения — станица Новоцимлянская.

## География
По территории поселения протекает река Россошь, ранее впадавшая в Цимлу, а в настоящее время впадающая на территории сельского поселения в Цимлянское водохранилище.

## Административное устройство
В состав Новоцимлянского сельского поселения входят:
- станица Новоцимлянская (1350 жителей);
- хутор Аксенов;
- хутор Богатырев;
- хутор Карповский;
- хутор Ремизов.

## Население
| 2010  | 2012  | 2013  | 2014  | 2015  | 2016  | 2017  |
| ----- | ----- | ----- | ----- | ----- | ----- | ----- |
| 1696  | ↘1672 | ↘1663 | ↘1637 | ↘1624 | ↘1603 | ↘1571 |
| 2018  | 2019  | 2020  | 2021  |       |       |       |
| ↘1560 | ↘1515 | ↘1492 | ↘1467 |       |       |       |